# Enschede
Enschede (/ˈɛnsxəˌdeː/  ; en bas allemand : Eanske) est une commune et ville néerlandaise, située en province d'Overijssel, dans la région de Twente. Ville la plus peuplée de la province avec 162 317 habitants en décembre 2024, elle n'en est cependant pas le chef-lieu, qui est Zwolle.

## Localités
Outre le centre urbain d'Enschede, la commune couvre également les localités de Boekelo, Glanerbrug, Lonneker et Usselo.

## Démographie
- 156 089 habitants
- 1 103,3 hab./km2

### Catastrophes
Le 13 mai 2000, une usine produisant des feux d'artifice explose, détruisant un quartier entier et tuant vingt-trois personnes dont quatre pompiers.

## Culture et éducation

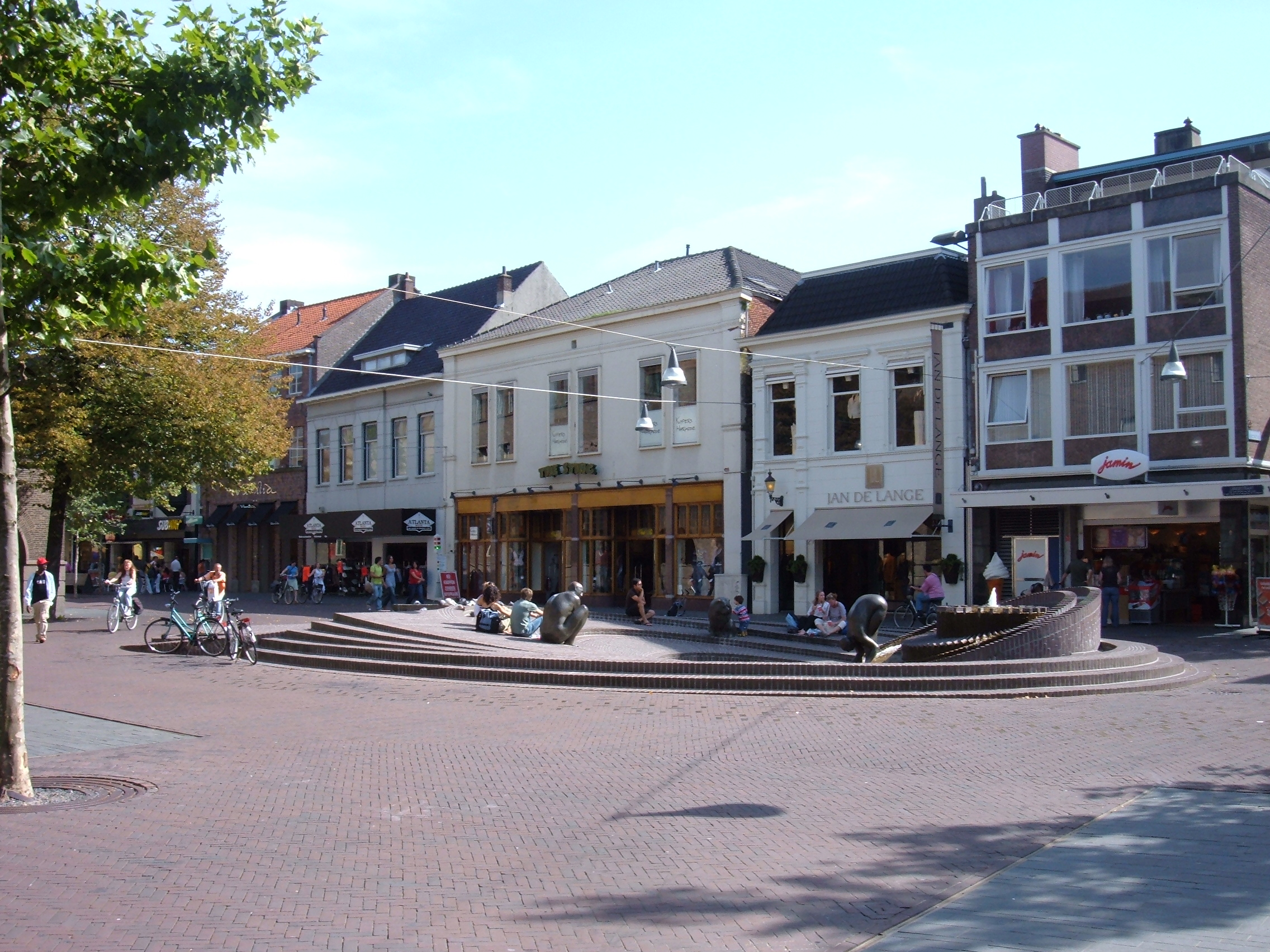
Une fontaine publique à Enschede.

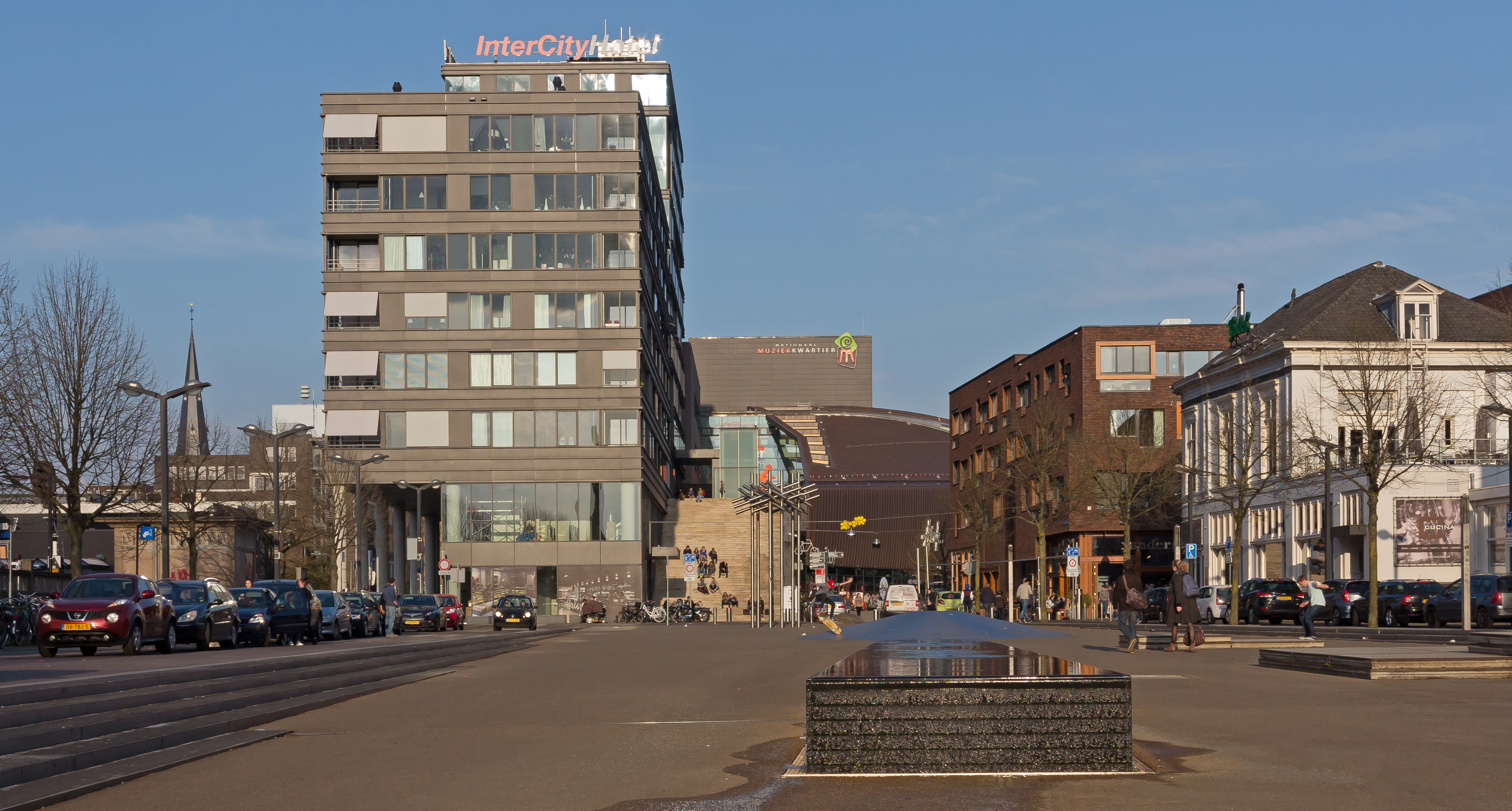
La place de la gare

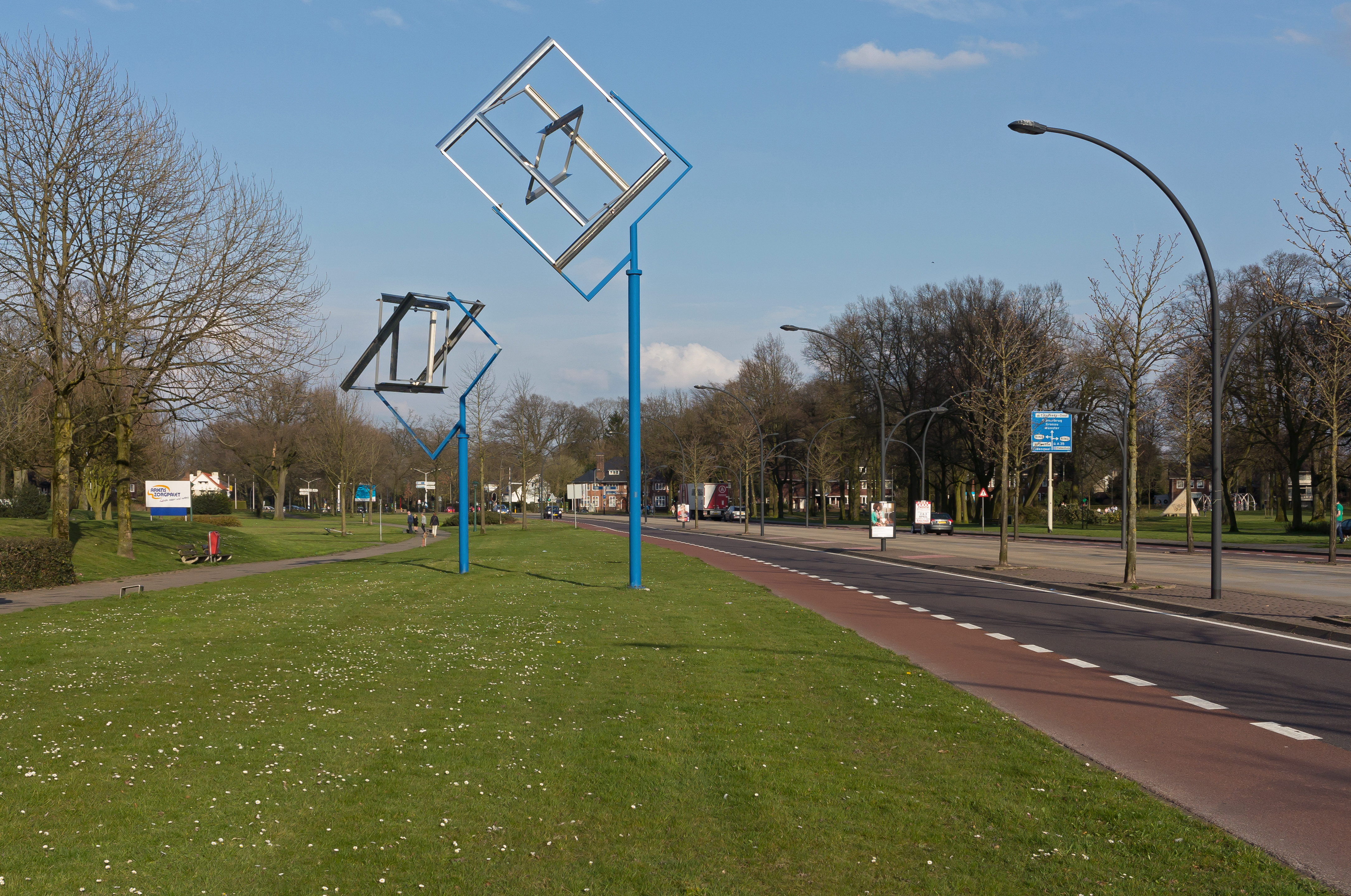
Sculpture au Boulevard 1945

- Université de Twente

## Personnalités nées à Enschede
- Harry Bannink (1929-1999)
- Loet C. Barnstijn (19 juni 1880 - 1953)
- Marianne Besselink (1972)
- Susan Blokhuis (1971)
- Kees Boertien (1927-2002)
- Tord Boontje (1968)
- Evelien Bosch (1981)
- Johan Buursink (1908-1993)
- Jan Cremer (1940)
- Ton van Dalen (1946-2006)
- Jo Dalmolen (1912-2008)
- Jacobus Joännes van Deinse (1867-1947)
- Bracha van Doesburgh (1981), actrice
- Willem van Dragt (1925-2002)
- Gert-Jan Dröge (1943-2007)
- Jennifer Druiventak ('Gin Dutch', 1983)
- Marina Duvekot (1967)
- Harm Edens (1961)
- Karim El Ahmadi (1985) – footballeur international marocain
- Henk Elsink (1935)
- Mark Engberink (1992)
- Arnoldus Engels (24 juni 1869)
- Ferdinand Fransen (1928)
- Ferdinand Fransen (1959)
- Gin Dutch (Jennifer Druiventak, 1983)
- Özkan Gölpinar (1968)
- Rianne Guichelaar (1983)
- Ismail H'Maidat (1995) – footballeur international marocain
- Gerard van Haeften (1895-1951)
- Frans Hartman (1939)
- Marijke van Hees (1961)
- Jeroen Heubach (1974)
- Jasper van 't Hof (1947)
- Hennie Hollink,(1931) – footballeur et entraîneur néerlandais
- Noor Holsboer (1967)
- Pieter Holstein (1934)
- Johannes ter Horst (1913-1944)
- Gerrit Jannink (1904-1975)
- Chris Jolles (1963), actrice
- Lody van de Kamp (1948)
- Henk Kesler (1949)
- Marieke de Kleine (1980)
- Jacqueline Knol (1977)
- Jopie Knol (1926)
- Henk Kronenberg (1934-2020)
- Wilma Landkroon (1957), chanteuse
- Andries van Leeuwen (1916), ancien arbitre néerlandais de football
- Maurice Luttikhuis (1963)
- Anne van der Meiden (1929)
- Jorien ter Mors (1989)
- Marcel Möring (1957) - Écrivain
- Édouard-Jean Niermans (1859-1928) – architecte français d'origine néerlandaise
- Bas Nijhuis (1977)
- Manon Novak, (1981)
- John Oude Wesselink, (1950)
- Claudia Patacca, (1965)
- Rik Platvoet (1975)
- Paul Polman (1956)
- Gerard van het Reve sr. (1892-1975)
- Mense Ruiter (1908-1993)
- Stephan Sanders (1961)
- Jaap Scholten (1963)
- Peter Scholten (1954)
- Bart Slegers (1964)
- Tim Sluiter (1989)
- Ernst Daniël Smid (1953)
- Anouk Smulders (1974)
- Jeroen Spaans (1973)
- Tino Tabak (1946), ancien coureur cycliste professionnel néerlandais, d'origine néo-zélandaise
- Gerard Tebroke (1949-1995)
- Maarten Tip (1971)
- Jaap Uilenberg (1950)
- Ellen Verbeek (1958)
- Dennis ten Vergert (1980)
- Siem Wellinga (1931-2016), arbitre néerlandais de football, né et mort à Enschede
- Sander Westerveld (1974) – Gardien de but
- Marian Wigger (1954)
- Marleen Wissink (1969)
- Mark Wotte (1960)
- Willem Wilmink (1936-2003) – poète et écrivain
- Nanne Zwiep (1894–1942)
- Herman Arnold Zwijnenberg (1889-1964)
- Henk-Jan Zwolle (1964-), champion olympique d'aviron